# Vernayaz

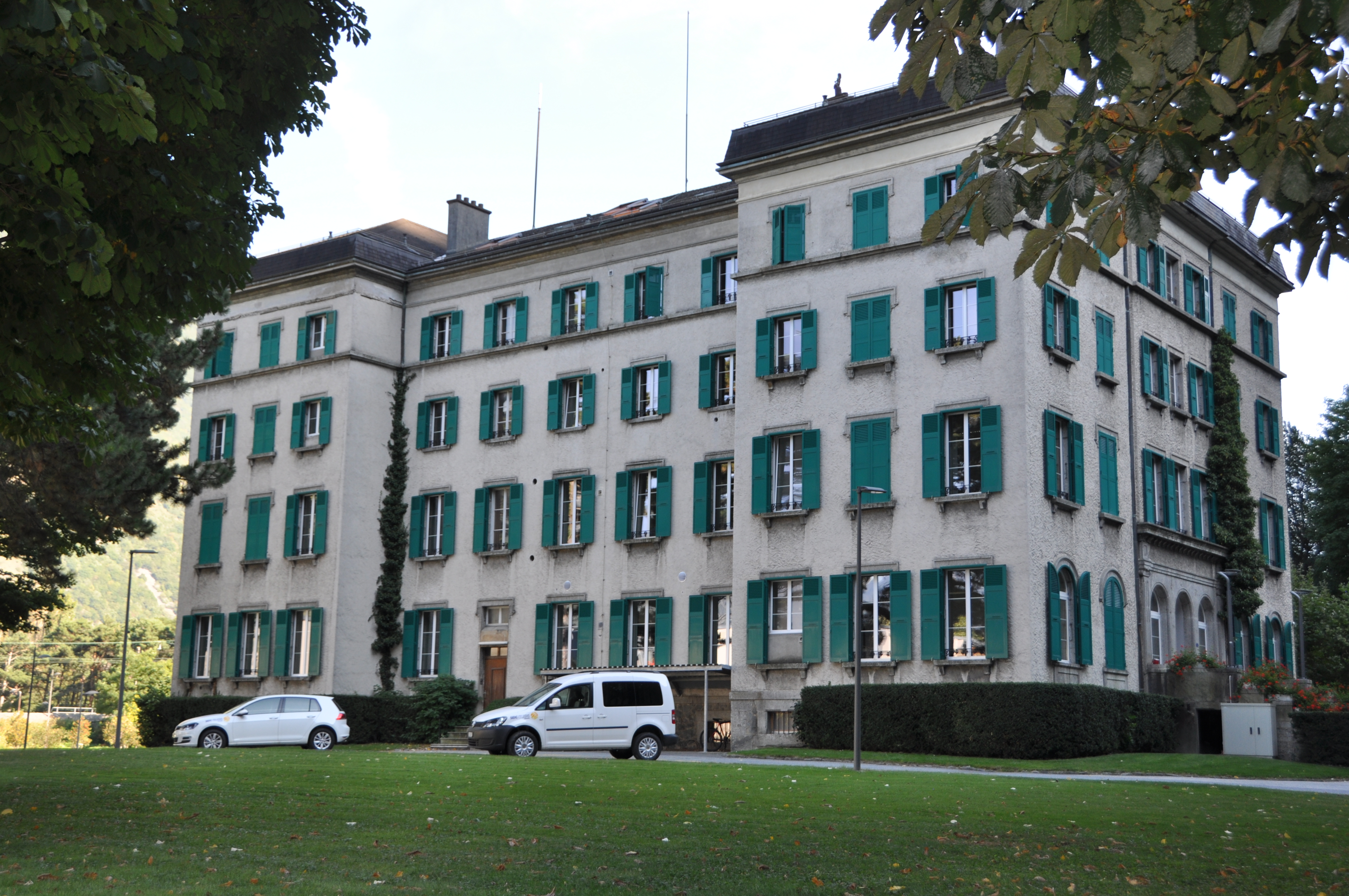
Grand Hôtel des Gorges du Trient

Vernayaz ist eine politische Gemeinde und eine Burgergemeinde des Bezirks Saint-Maurice im französischsprachigen Teil des Kantons Wallis in der Schweiz.

## Geografie
Die Gemeinde Vernayaz liegt am Eingang des Vallée du Trient, im Unterwallis, am westlichen Ufer der Rhone. Im Süden der Gemeinde mündet die Trient und im Norden die Salanfe vom Westen her in die Rhone. Die Gemeinde besteht aus den drei Dörfern Vernayaz, Miéville und Gueuroz.

## Geschichte
Die Gemeinde Vernayaz entstand 1912 durch Abspaltung von der Gemeinde Salvan.

## Bevölkerung
| Bevölkerungsentwicklung | Bevölkerungsentwicklung | Bevölkerungsentwicklung | Bevölkerungsentwicklung | Bevölkerungsentwicklung | Bevölkerungsentwicklung | Bevölkerungsentwicklung | Bevölkerungsentwicklung |
| ----------------------- | ----------------------- | ----------------------- | ----------------------- | ----------------------- | ----------------------- | ----------------------- | ----------------------- |
| Jahr                    | 1920                    | 1950                    | 2000                    | 2010                    | 2012                    | 2014                    | 2016                    |
| Einwohner               | 992                     | 1079                    | 1597                    | 1769                    | 1839                    | 1906                    | 1881                    |

## Sehenswürdigkeiten
- Gorges du Trient
- Wasserfall Pissevache

## Wirtschaft und Infrastruktur

### Verkehr
Vernayaz liegt am Knotenpunkt des Verkehrsweges durch das Rhonetal mit demjenigen, der durch das Vallée du Trient nach Chamonix führt. Seit 1859 wird der Ort von der Simplonlinie der SBB erschlossen, 1907 kam die meterspurige Martigny-Châtelard-Bahn.
Ursprünglich führte die Strasse ins Vallée du Trient von Vernayaz mit 43 Kehren nach Salvan. Sie wurde in den 1930er-Jahren durch eine Strassenverbindung von Martigny aus ersetzt, die über den bekannten Pont de Gueuroz führt.
In den 1970er-Jahren erhielt der Ort Anschluss an die Autobahn A9, die durchs Rhonetal führt.

### Tourismus
Mit der Erschliessung des Ortes durch die Simplonbahn entstand ein Tourismus, der einerseits in Vernayaz das Verkehrsmittel für die Reise durchs Vallée du Trient wechselte, sich aber auch die Gorges du Trient und die Pissevache anschaute. Es wurden mehrere Hotels am Ort gebaut, darunter das Grand Hôtel des gorges du Trient.

### Industrie und Kraftwerke
- Kraftwerk Vernayaz (SBB) für die Bahnstromversorgung der Westschweiz
- Karbidfabrik: das 1899 gegründete Unternehmen wurde 1904 von G. Staechelin Söhne & Co. übernommen und ging 1924 an die Lonza über. Im werkseigenen Kraftwerk Pissevache, später auch Lonza-Kraftwerk genannt, wurde der Strom für die Lichtbogenöfen erzeugt.

## Persönlichkeiten
- Jérôme Meizoz (* 1967), Literaturwissenschaftler und Schriftsteller